# Gärten der Welt

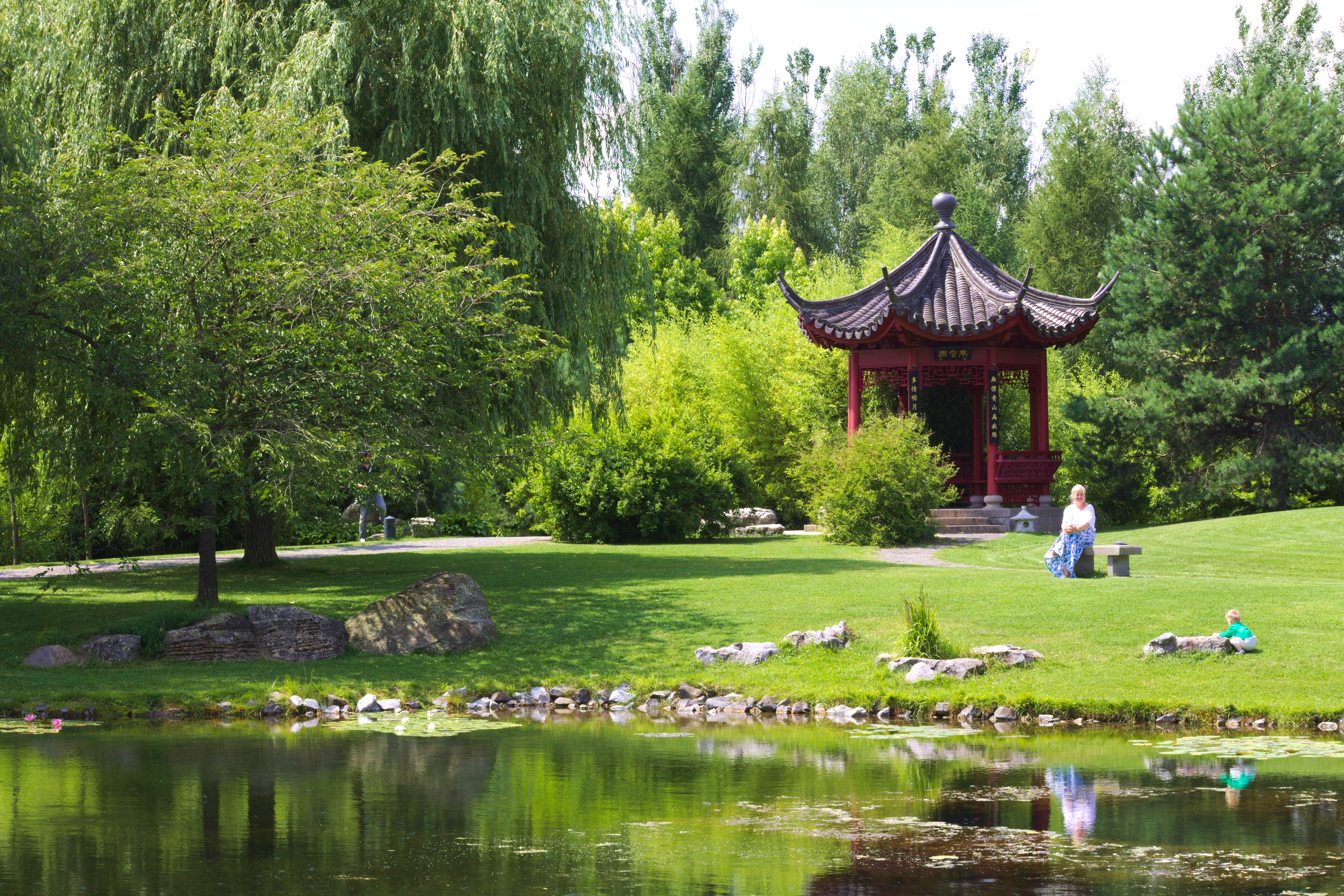
Kinesiska trädgården

Gärten der Welt, 1991–2017 officiellt Erholungspark Marzahn, är en park som ligger vid Kienbergs norra sluttning i stadsdelen Marzahn i Berlin. Parken invigdes 9 maj 1987 med anledning av Berlins 750-årsjubileum efter planer av Östberlins dåvarande stadsträdgårdsmästare Gottfried Funeck, som trädgårdsutställning. Parken hade vid invigningen en yta på 21 hektar och blev Östberlins motsvarighet till Britzer Garten i Västberlin som öppnats 1985.
Tillsammans med de angränsande rekreationsytorna på Kienberg och Wuhledalen strax öster om parken har det sammanlagda grönområdet en yta på över 100 hektar. Parken drivs tillsammans med Britzer Garten sedan 1991 av Grün Berlin Park und Garten GmbH och är tillgänglig för betalande besökare.
I parken och i det angränsande landskapet arrangerades året 2017 en upplaga av trädgårdsutställningen Internationale Gartenbauausstellung (IGA). Inför utställningen anlades även en gondolbana genom parken, från tunnelbanestationen Kienberg (Gärten der Welt) över Kienberghöjden, med mellanstationen Wolkenhain, till Gärten der Welts ingång från Blumberger Damm.

## Internationella trädgårdsteman

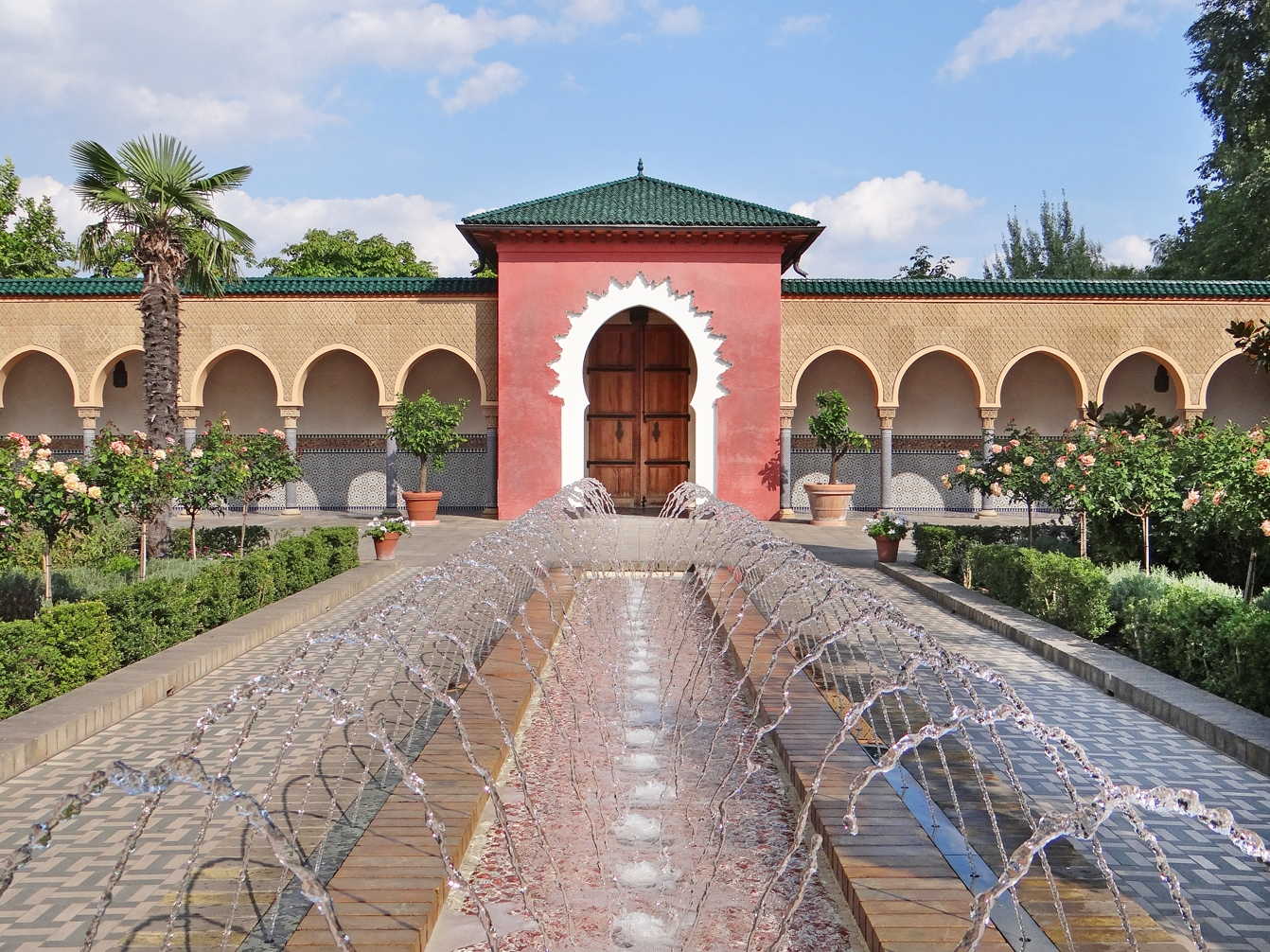
Orientaliska trädgården

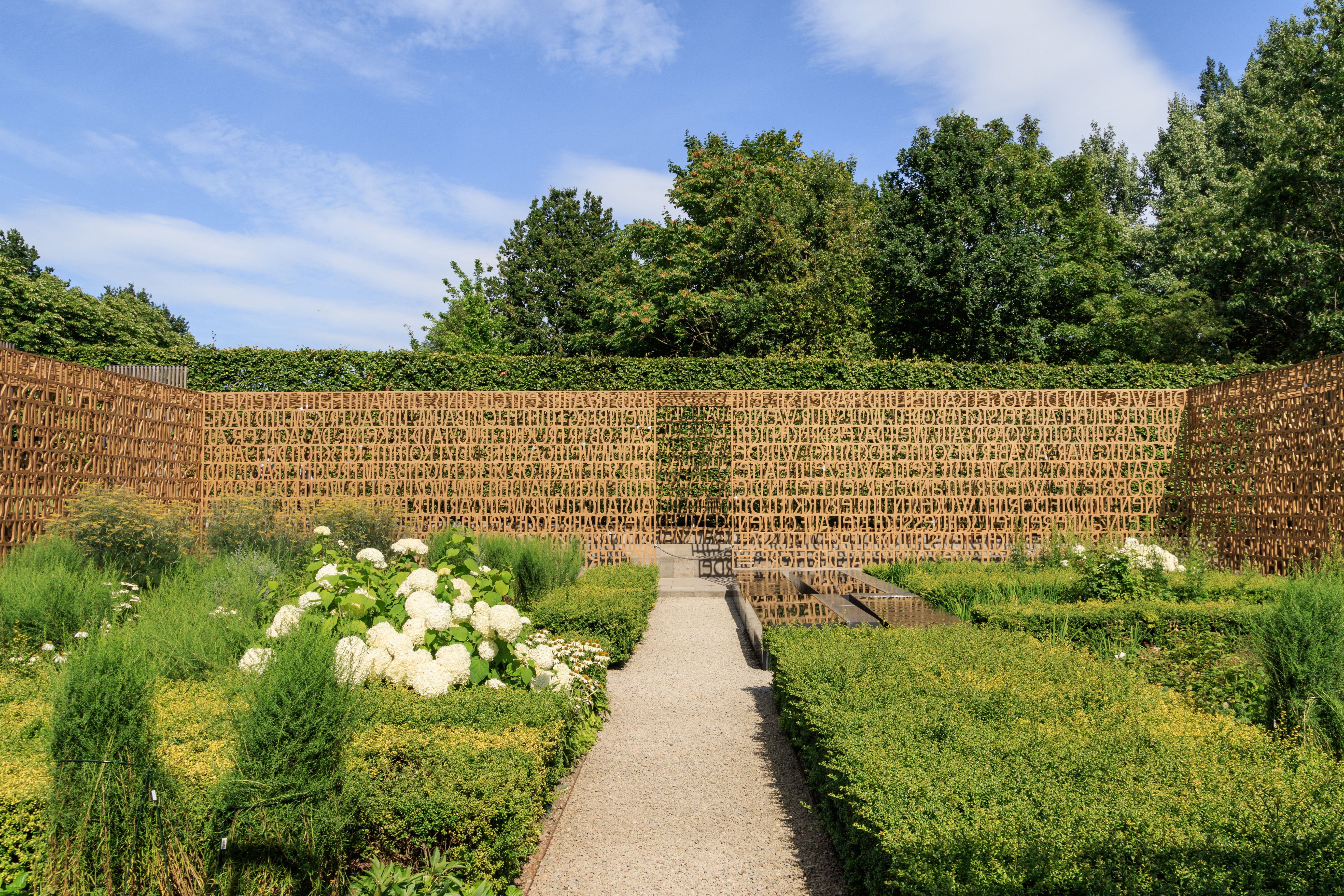
Kristna trädgården, anlagd som en medeltida klosterträdgård.

I slutet av 1990-talet uppstod projektet Gärten der Welt, där olika delar av parken anlagts tematiskt efter olika delar av världen och olika traditioner. Följande delar har hittills anlagts:
- Kinesiska trädgården, oktober 2000 (Den återställda halvmånens trädgård)
- Japanska trädgården, maj 2003 (Det sammanflödande vattnets trädgård)
- Balinesiska trädgården, december 2003 (De tre harmoniernas trädgård)
- Orientaliska trädgården, juli 2005 (De fyra strömmarnas trädgård)
- Koreanska trädgården, april 2006 (Seoulträdgården)
- Trädgårdslabyrinten, juni 2007
- Karl-Foerster-Staudengarten, återöppnad i mars 2008
- Italienska renässansträdgården, maj 2008 (Giardino della Bobolina)
- Kristna trädgården, april 2011
- Engelska trädgården, 2017
- Judiska trädgården (preliminärt 2020)